# Laska Comix
Laska ist der Künstlername von Elke Reinhart (* 1967 in München) und Gerhard Schlegel (* 1966 in Kaufbeuren). Sie leiten die Agentur „Laska Grafix für Illustratoren“ in München, in der sie für Comics, Kinderbücher und Werbung arbeiten.
1997 gründeten sie den Laska Comix Verlag zur Veröffentlichung ihrer eigenen Werke.
Laska bedienen sich unterschiedlicher Stilmittel, teils mit amerikanischem, teils mit franko-belgischem Einschlag. Der wortlose Comic Kaktus wurde in dem amerikanischen Preview-Magazin als Tipp des Monats erwähnt. 2005 entstand eine Neufassung des Struwwelpeters, 2006 erschien das Album Der Golem, 2007 das Album Luzie aus der Hölle, nachdem die Einzelfolgen in dem Magazin Magic Attack veröffentlicht wurden. Das letzte Laska Comix, Nr. 11 erschien 2014. 2016 erschien ein Stickeralbum für den Comicsalon Erlangen, das von Laska illustriert wurde.
Schlegel ist Mitglied der Sudetendeutschen Landsmannschaft und politisch in der Alternative für Deutschland aktiv, für die er bei der Kommunalwahl 2014 erfolglos für den Münchner Stadtrat kandidierte. Er war auch der Zeichner eines im September 2019 erschienenen Webcomics, der für den Thüringer AfD-Vorsitzenden Björn Höcke warb.

## Auszeichnungen
- 1998 Lobende Erwähnung beim ICOM Independent Comic Preis für Nesmo – Das Neuschwansteinmonster
- 1999 ICOM Independent Comic Preis für Tentakel (Bester Independent Comic)
- 2000 1. Platz und eine Auszeichnung beim Online Comix Award für den Flash-Comic Nachschlag
- 2002 1. Platz und eine Auszeichnung beim Avatar Award für den Film Untergrund
- 2003 Kosmonaut Laika (neben "Floralia" von Ulf K.) namentlich genannt beim ICOM Independent Comic Preis für die Edition 52 (Bester Independent Comic)
- 2011 PENG! Der Münchner Comic Preis für besondere Leistungen für die Münchner Comickultur für Gerhard Schlegel